# Generčaj
Generčaj (lezginski: ГъенервацI, ruski: Генерчай, prije Укорчай i Укурчай) je rijeka u Azerbajdžanu. Duga je 29 km. Površina porječja joj iznosi 125 km2. Ulijeva se u rijeku Samur.